# Асса (фильм)
«А́сса» — советская двухсерийная драма 1987 года режиссёра Сергея Соловьёва по сценарию Сергея Ливнева и Соловьёва. Снята Творческим объединением «Круг» киностудии «Мосфильм» в Ялте за два с половиной месяца в период с декабря 1986 по февраль 1987 года.
В октябре 1987 года лента впервые была представлена на первом Всесоюзном кинофестивале зрелищных фильмов «Одесская альтернатива», где удостоилась специального приза газет «Знамя коммунизма» и «Вечерняя Одесса». Экспериментальная премьера картины должна была состояться в московском кинотеатре «Ударник» в декабре 1987 года, но была сорвана по воле чиновников. В итоге премьерные показы прошли в московском ДК МЭЛЗ с 25 марта по 17 апреля 1988 года в рамках арт-рок-парада «Асса» с участием художников и рок-музыкантов, который посетило 40 тысяч зрителей. По словам Соловьёва, он потратил восемь месяцев на переговоры ради этого события.
В широкий прокат картина вышла 16 сентября 1988 года. Телевизионная премьера фильма состоялась 25 ноября 1989 года по Первой программе ЦТ. В апреле 1989 года он был назван «одним из лучших фильмов 1988 года» читателями журнала «Советский экран», заняв 11 место в списке лауреатов конкурса. Помимо этого, за исполнение роли Алики актриса Татьяна Друбич заняла второе место на звание «Лучшей актрисы года».
В картине приняли участие рок-группы «Аквариум», «Кино», «Браво», «Союз композиторов». Оригинальная музыка написана Борисом Гребенщиковым и ансамблем «Аквариум». Фильм «Асса» стал одним из основных киносвидетельств русского рока, достигшего пика своего развития во второй половине 1980-х годов. Первая часть трилогии Соловьёва, в которую входят также фильмы «Чёрная роза — эмблема печали, красная роза — эмблема любви» (1989) и «Дом под звёздным небом» (1991). В 2009 году вышло продолжение — «2-Асса-2» (с отсылкой к кинокартине «Анна Каренина»).

## Сюжет
Действие фильма происходит в начале 1980 года в Ялте. Молодая медсестра Алика за три года до описываемых событий сошлась со своим пациентом Андреем Валентиновичем Крымовым — цеховиком, криминальным авторитетом и крупным финансовым махинатором. Ожидая любовника в зимней Ялте, она на одну ночь снимает комнату в доме случайного знакомого, молодого человека по прозвищу Бананан.
Постепенно Алика увлекается Банананом и всё меньше времени проводит с Крымовым, вызывая у того ревность и раздражение. Бананан работает ночным сторожем в театре и поёт со своими друзьями в одном из городских ресторанов. Про себя он говорит: «Я живу в заповедном мире моих снов». В это же время в самом театре проходят гастроли труппы артистов-лилипутов. Один из них, Альберт, является давним другом и бывшим сообщником Крымова.
Между тем за самим Крымовым пристально наблюдают сотрудники спецслужб (милиции и КГБ). В Ялте Крымов планирует осуществить кражу скрипки Гварнери. Саму операцию он поручает Альберту в оплату недавно всплывшего старого долга. Альберт, не желая возвращаться к криминалу, кончает жизнь самоубийством, выбросившись за борт теплохода. Его жена Зоя тяжело воспринимает смерть мужа. После её отъезда Алика находит в их комнате пистолет, переданный Альберту Крымовым на тайное хранение.
Один из сообщников передаёт Крымову снимок Алики и Бананана, сфотографировавшихся вместе в фотоавтомате, что выводит его из себя. Сначала Крымов пытается запугать Бананана, чуть не утопив его во время дальнего заплыва в зимнем Чёрном море, а после пытается подкупить, подстраивая ему крупный выигрыш на скачках и предлагая на пару недель покинуть Ялту, пока он с Аликой не уедет. Но Бананан отказывается, и подручные Крымова убивают его, а тело бросают в море. Крымов уговаривает Алику уехать с ним, но, получив отказ, сообщает об убийстве Бананана. Потрясённая Алика в состоянии аффекта убивает Крымова из пистолета, а затем звонит в милицию (звонок остаётся за кадром). Милиционеры производят осмотр места происшествия и личный досмотр, после чего уводят арестованную Алику. Перед тем как покинуть номер, она ставит кассету с песней Жанны Агузаровой «Чудесная страна», которую когда-то дал ей Бананан, и плачет.
В эпилоге фильма негр Витя, друг Бананана, приводит в ресторанную группу нового исполнителя — Виктора Цоя. Не дожидаясь конца инструктажа директора ресторана о правилах поведения артиста эстрады, Цой выходит на сцену ресторана и поёт с группой «Кино» свою песню «Мы ждём перемен». Во время исполнения кадры сменяются — перед Цоем появляется огромная аудитория зрителей с огоньками в поднятых руках.
Параллельно в фильме присутствует ещё одна сюжетная линия, переносящая на экран эпизоды книги, которую читает Крымов, — «Грань веков» Натана Эйдельмана (о последних днях жизни и убийстве российского императора Павла I 12 (24) марта 1801 года).

## Создатели фильма

### В ролях
- Сергей Бугаев — Бананан, певец в ресторане, возлюбленный Алики
- Татьяна Друбич — Алика, медсестра, любовница Крымова
- Станислав Говорухин — Андрей Валентинович Крымов (Сван), криминальный авторитет, цеховик
- Дмитрий Шумилов — негр Витя, друг Бананана
- Виктор Бешляга — Альберт Петрович, лилипут, бывший сообщник Крымова
- Анита Жуковская — Зоя, жена Альберта
- Александр Баширов — Шурик Бабакин, сообщник Крымова, лже-майор ВВС
- Илья Иванов — Аркадий Петрович (Шар), сообщник Крымова
- Герман Шорр — Чир, сообщник Крымова
- Анатолий Сливников — Гоша (Амбал), сообщник Крымова
- Светлана Тормахова — Марья Антоновна, мама Бананана
- Андрей Халявин — Вадим (Борода), сотрудник КГБ
- Ирена Куксенайте — Лена, спутница Бороды
- Дмитрий Долинин — Павел I
- Александр Домогаров — Александр I
- Кирилл Козаков — Платон Зубов
- Александр Иншаков — ударивший Бабакина в ресторане
- Александр Спорыхин — Баранов, задержанный в отделении милиции
- Музыканты (камео):
  - Виктор Цой
  - Сергей Рыженко
  - Тимур Новиков
  - Андрей Крисанов
  - Георгий Гурьянов
  - Юрий Каспарян
  - Игорь Тихомиров
- Голос от автора — Натан Эйдельман

### Съёмочная группа
- Авторы сценария: Сергей Ливнев, Сергей Соловьёв[1]
- Режиссёр-постановщик: Сергей Соловьёв
- Режиссёр: Виктор Трахтенберг
- Оператор-постановщик: Павел Лебешев
- Операторы: Юрий Яковлев, Юрий Кобзев
- Художник-постановщик: Марксэн Гаухман-Свердлов
- Композитор: Борис Гребенщиков
- Звукооператор: Екатерина Попова
- Монтажёр: Вера Круглова
- Оригинальная музыка к фильму: Борис Гребенщиков и группа «Аквариум»
- Директор картины: Владимир Дудин

## История создания

### Название
Рабочее название фильма «Асса» — «Здравствуй, мальчик Бананан!»; под этим названием проходили кинопробы. Имя главного героя фильма — «Бананан» — было у персонажа песни «Здравствуй, мальчик Бананан» (прозвучавшей в фильме), сочинённой и исполненной Юрием Чернавским на его известном рок-альбоме «Банановые острова», который был записан в феврале 1983 года.
- Название фильма было предложено Сергеем Бугаевым, исполнителем роли Бананана. Из интервью с Сергеем Соловьёвым:

— Кстати, откуда это название «Асса» вообще взялось?
— Это всё благодаря Серёже Бугаеву, «Африке». Поначалу фильм назывался «Здравствуй, мальчик Бананан» или ещё как-то, в том смысле, что «здравствуй, новый мальчик». А как-то ночью Серёжа пришёл ко мне и говорит: «Назовите фильм „Асса“!» — «Но почему „Асса“?» — «Не важно, если хотите фильму успеха, назовите „Асса“, — твердит Африка. — А почему, я вам завтра скажу». Только чтобы отвязаться, я пообещал ему. На следующий день он разродился каким-то словоблудием про «чистых» и «нечистых» спасённых тварей, про ветхозаветного Ноя, который, сойдя на землю со своего ковчега, вскричал: «Ас-с-са!!» А потом, поняв, как он меня всем этим утомил, Бугаев сказал: «Ну не хотите так, тогда можете это название рассматривать как аббревиатуру: „Автор Соловьёв Сергей Александрович“».

- Сам лозунг «Асса» в рок-среду ввёл художник Олег Котельников, этот лозунг широко использовался в среде, связанной с «Камчаткой»[22].
- В 2012 году Сергей Бугаев на ялтинском показе фильма «2-Асса-2» представил следующую версию происхождения названия:

Мы когда снимали картину в Ялте, то много выпивали массандровского вина. Однажды в слове «Массандра» зачеркнули первую букву, а потом и несколько последних. И получился красивый напиток «Асса». Мы потом даже предлагали переименовать винзавод в «Ассу» и выпускать напиток с таким красивым названием.— С. Бугаев в интервью газете «Летняя столица». — 2012. — 23 августа. — № 32(321)

### Актёры
Все вокальные партии песен героя Сергея Бугаева — Бананана — исполняет Сергей Рыженко, снявшийся в роли самого себя. Первоначально на роль Бананана планировалось взять Бориса Гребенщикова, а на роль Крымова режиссёру предлагали пригласить Александра Розенбаума. По поводу последнего у Соловьёва были опасения, а Гребенщиков отказался, сославшись на то, что между ним и героем большая разница в возрасте и что каждый должен заниматься своим делом. Вместо себя музыкант отправил к Соловьёву молодого художника Сергея Бугаева. Одна из песен, которую за кадром исполнил в фильме Гребенщиков — «Город золотой», в сцене, где влюблённые Алика и Бананан, предчувствуя, что ничему не суждено сбыться, безмолвно «плывут» то вверх, то вниз в кабинке ялтинской канатки. В трактовке киноведа Александра Казакевича песня в исполнении Гребенщикова выступает в фильме лейтмотивом истории любви так ни разу и не поцеловавшихся в кадре Алики и Бананана — любви мучительной, страстной, жертвенной.
Главную героиню зовут Алика — так автор сценария Сергей Ливнев, у которого в то время был роман с актрисой Аликой Смеховой, решил запечатлеть имя возлюбленной, впоследствии ставшей его женой. Татьяна Друбич устами своей героини Алики в фильме говорит о своём имени: «Дурацкое имя, вот и всё. Мама хотела назвать Александрой, а отец — Ликой. Сошлись на среднем. Получилось Алика. Дикость, как, впрочем, любой компромисс».

### Места съёмки
Фильм снимался в Ялте зимой 1986—1987 годов. Алика и Крымов жили в гостинице «Ореанда». Ресторан, в котором играл Бананан, где обедали Крымов с Аликой, а также происходила драка с Бабакиным и куда устраивался на работу Виктор Цой (на место Бананана), находился в правом крыле гостиницы «Таврида». Рядом расположена канатная дорога «Ялта — Горка» (от набережной Ялты до холма Дарсан), на которой катались Алика и Бананан. Она стала достопримечательностью города после выхода фильма на экраны. Сцены, где за Крымовым ведут видеонаблюдение, сняты в Никитском ботаническом саду.
Небольшая неточность связана с поездкой Крымова и Бананана из Ялты в Симферополь, на ипподром. События фильма происходят в 1980 году, тогда как Симферопольский ипподром прекратил своё существование ещё в начале 1970-х годов. Эпизод снимали на московском ипподроме.
Эпизод с исполнением песни «Хочу перемен» снимался в Зелёном театре ЦПКиО имени Горького в Москве. Вместо оплаты массовки съёмочная группа организовала бесплатный концерт «Кино», в ходе которого и был снят эпизод. В связи со съёмочной спецификой песня исполнялась под фонограмму. Остальной концерт был отыгран вживую. Публика, пришедшая на бесплатный концерт, была так возмущена долгой подготовкой к съёмке сцены, что перевернула пожарную машину, стоявшую наготове по соображениям техники безопасности.
Исторические сцены снимались в Михайловском замке в Ленинграде.

## Отсылки
- В одном из эпизодов Крымов напевает «Песню о друге» Владимира Высоцкого. Станислав Говорухин, сыгравший роль Крымова, был режиссёром фильма «Вертикаль», в котором эта песня исполнялась автором:

Если друг оказался вдруг

И не друг, и не враг, а — так…

По ходу фильма персонажи картины цитируют и исполняют многие литературные и музыкальные произведения.
- Фраза Бананана «Не для денег родившийся футурист Владимир Маяковский» — это упоминание малоизвестного и не сохранившегося фильма Маяковского «Не для денег родившийся» (экранизация романа Джека Лондона «Мартин Иден»)[32].
- В кинотеатре Алика и Бананан смотрят фильм «Тихая улица» с участием Чарли Чаплина.
- Крымов цитирует Пушкина:

Смеркалось; на столе, блистая,

Шипел вечерний самовар,

Китайский чайник нагревая;

Под ним клубился лёгкий пар.

Разлитый Ольгиной рукою,

По чашкам тёмною струёю

Уже душистый чай бежал,

И сливки мальчик подавал;

Татьяна пред окном стояла,

На стёкла хладные дыша,

Задумавшись, моя душа,

Прелестным пальчиком писала

На отуманенном стекле

Заветный вензель О да Е.
— Пушкин А. С. Евгений Онегин. — Глава 3. — Строфа XXXVII.
- Фраза Бананана «Кто там у тебя приплыл на пароходе? Принц Датский?», обращённая к Алике, отсылает к трагедии Уильяма Шекспира «Гамлет».
- Артисты театра лилипутов исполняют отрывки из оперетты «Сильва» Имре Кальмана.
- В сцене прогулки Крымова, Альберта и Зои по Никитскому ботаническому саду звучит хоральная прелюдия фа минор «Ich ruf zu dir Herr Jesus Christ» И. С. Баха.
- Негр Витя, изображая иностранного артиста, в вестибюле гостиницы напевает песни «Beyond the Sea» и Стинга «Moon over Bourbon Street» (альбом «The Dream of the Blue Turtles» с этой песней вышел в 1985 году)[33]. В комнате Бананана висит фотография Ника Кейва, взятая с альбома The Firstborn Is Dead, вышедшего в 1985 году.
- В одном из эпизодов Алика и Крымов слушают по радио песню Джо Дассена «Salut».
- Монолог лже-майора о Гагарине — чистая импровизация актёра Александра Баширова[34], который не смог запомнить текст, написанный в сценарии[35]. В фильме есть ещё одна отсылка к Гагарину: его портрет висит в комнате Бананана.
- Первоначальный отказ администрации гостиницы «Ореанда» в проведении съёмок удалось уладить только после телеграммы, в отчаянии отправленной Сергеем Соловьёвым на адрес генсека Михаила Горбачёва. Дошедшая по воле случая непосредственно до адресата, телеграмма привела его в такую ярость, что вопрос был немедленно улажен[36].
- Портрет Брежнева, мимо которого идут персонажи фильма, изготовлен специально для съёмок местным художником. Появление портрета на набережной спустя несколько лет после смерти генсека вызвало у местного населения самые невероятные предположения[37].
- Идею поместить пальму на вращающийся проигрыватель у Бананана авторы фильма взяли, побывав на шоу-концерте группы «Кабинет», первой группы в СССР, игравшей в середине 1980-х годов в стиле ска.
- Арт-объекты из комнаты Бананана — коммуникативная труба (англ. The Communication Tube[38]) и железный занавес (англ. Iron Curtain[39]) — созданы группой «Гнездо» (направление «московский аналитический концептуализм»).

## Критика
В 1988 году в мартовском номере журнала «Спутник кинозрителя» кинокритик Григорий Симанович сформулировал жанр картины так: детективно-приключенческая, социально-психологическая, музыкально-поэтическая мелодрама с элементами публицистики, мистики и юмористики. По мнению критика, фильм пытается ответить на вопрос о месте молодёжной массовой рок-культуры в борьбе за «перестройку».
Публицист Александр Нефедов отмечал: «Цой погиб очень вовремя, Бананан вовремя получил удар в сердце и отправился на дно. Потому что через несколько лет после того как „Асса“ начала собирать зрителей, наступило время Крымовых, в котором Банананам места нет… Оптимистический пафос „Ассы“ стал реальностью трагической. Мы хотели перемен, мы хотели жить в стране очарованных Банананов — а оказались в стране циничных и нечистых на руку Крымовых. В этом глубокая трагедия „Ассы“ и всех нас».
По мнению Галины Р. Иванкиной, «Сергей Соловьёв снимал злободневно-сиюминутную вещь, где всё подчинено финальной песне Виктора Цоя».
Сам же режиссер в интервью «Афише» замечал: «Жизнь показала, что с песней „Хочу перемен!“ очень подозрительная история. Потому что я сам махал руками в той десятитысячной толпе в Парке Горького. И вот в этой толпе — я готов дать расписку кровью — ни один не знал, каких именно перемен он хочет, и ни один по-настоящему их не хотел. Получилось так, что я с первой „Ассой“, верьте или нет, послужил таким козлом-провокатором. То есть непростое, конечно, дело — орать: „Перемен!“, не зная, чего именно ты хочешь».

## В культуре
Российский режиссёр, лауреат двух Национальных театральный премий «Золотая маска» Антон Фёдоров утверждал, что интерес к драматическому искусству у него проявился в восемь лет, когда мама привела его в кинотеатр на фильм «Асса». Большое впечатление произвели на него звучавшие в фильме песни Виктора Цоя и Бориса Гребенщикова, мальчик даже не хотел уходить из кинозала после окончания сеанса.
В 2008 году, к 20-летию фильма, российский музыкальный журналист и критик Борис Барабанов выпустил книгу «Асса. Книга перемен», посвящённую кинокартине.